# Turismo de parto

O turismo de nascimento, também chamado de turismo de maternidade ou turismo de parto, é a prática de viajar para outro país com o objetivo de dar à luz nesse país. A principal razão para o turismo de nascimento é obter para a criança a residência de um país que a concede a autorização de residência a descendentes de estrangeiros simplesmente por estarem a frequentar o sistema educativo, ou a nacionalidade de um país que concede a nacionalidade simplesmente por nascer nele (jus soli). Esta criança é designada por "bebé (bebê) âncora" caso a sua residência ou a sua nacionalidade vise facilitar aos seus pais a obtenção da residência permanente nesse país. As outras razões para o turismo de nascimento incluem o acesso à escola pública, a assistência médica pública, o patrocínio do reagrupamento familiar dos seus pais no futuro, ou até mesmo contornar a política de dois filhos da China. Os destinos populares incluem os Estados Unidos, o Canadá, a Europa, a Austrália e a Nova Zelândia. Outro alvo para o turismo de nascimento é Hong Kong, para onde alguns cidadãos da China continental viajam para dar à luz com o objetivo de obterem o direito de morada (right of abode) para os seus filhos.

Países que concedem ou concederam nacionalidade com jus soli
Jus soli irrestrito
Jus soli restrito
Jus soli abolido
Sem jus soli

Num esforço para desencorajar o turismo de nascimento, a Austrália, a França, o Paquistão, a Alemanha, a Irlanda, a Nova Zelândia, a África do Sul e o Reino Unido alteraram as suas leis de nacionalidade em diferentes momentos, principalmente mediante a limitação do conceito de nacionalidade por jus soli apenas no caso em que pelo menos um dos pais for um cidadão do país ou um residente permanente legal que resida no país ininterruptamente há vários anos. A Alemanha que nunca concedera a nacionalidade incondicional simplesmente por nascer no país (jus soli), e que tradicionalmente sempre preferira o jus sanguinis, quando abandonou a exigência de pelo menos um dos pais ser cidadão nacional, a Alemanha suavizou em invés de endurecer as suas leis de nacionalidade; no entanto, ao contrário dos seus filhos nascidos na Alemanha, os pais não-cidadãos da UE/EEE/Suíça nascidos no estrangeiro, estão proibidos de manter a dupla nacionalidade e sempre que as autoridades alemãs tomem conhecimento de uma situação de dupla nacionalidade estão obrigadas a proceder ao cancelamento da nacionalidade alemã.
Atualmente, por imperativos de afirmação do sentimento de pertença a uma comunidade nacional como garantia da independência e de permanência dos estados-nação, nenhum país europeu concede a nacionalidade incondicional simplesmente por nascer nele (jus soli) e todos mantém a opção pelo jus sanguinis, herdada dos princípios fundamentais do Direito Romano que são o referente dos atuais sistemas jurídicos da Europa. Também em África, devido à permeabilidade das fronteiras agravada pelo fato de vários governos nacionais não conseguirem manter um controlo efetivo sobre todo o seu território, e pela persistência de situações de fome, pandemia, superpopulação, conflitos tribais e étnicos e guerras civis, que geram elevadas vagas de refugiados para o estados vizinhos, a maioria dos países opta pelo jus sanguinis, e apenas alguns países como o Chade, o Lesoto e a Tanzânia mantêm a nacionalidade incondicional simplesmente por nascer nele (jus soli), assim como alguns na região da Ásia-Pacífico, incluindo as Fiji, o Paquistão e Tuvalu. Pelo contrário, a maioria dos países formados através do contributo de vagas de imigração durante a Idade Moderna nas Américas, por exemplo, os Estados Unidos, o Canadá, o México, a Argentina e o Brasil, concedem a nacionalidade incondicional simplesmente por nascer nele (jus soli).

## Atualidade

### América do Norte
Todos os países, nomeadamente, os Estados Unidos, o Canadá e o México concedem a nacionalidade simplesmente por nascer nele (jus soli) e permitem a dupla nacionalidade. Os Estados Unidos tributam os seus cidadãos e os portadores do Cartão de Residente Permanente (Green Card) em todo o mundo, mesmo que nunca tenham morado no país. No México, apenas os cidadãos naturalizados podem perder a sua nacionalidade mexicana novamente (por exemplo, naturalizando-se noutro país).

#### Estados Unidos da América
A Décima Quarta Emenda à Constituição dos Estados Unidos, ratificada após a Guerra Civil com o objetivo específico de garantir que os escravos libertos juntamente com os seus filhos obtivessem a cidadania norte-americana, garante a nacionalidade dos EUA para aqueles nascidos nos Estados Unidos, desde que a pessoa esteja "sujeita à jurisdição" dos Estados Unidos. O Congresso estendeu ainda mais a nacionalidade simplesmente por nascer no país (jus soli) a todos os territórios dos EUA, exceto a Samoa Americana. (Uma pessoa nascida na Samoa Americana torna-se um nacional dos EUA não-cidadão). Os pais e a criança continuam sujeitos à deportação de jure e de facto, respetivamente. No entanto, quando atingem os 21 anos de idade, estas crianças estadunidenses, enquanto cidadãos originários, tornam-se aptos a patrocinar pelo reagrupamento familiar a concessão da nacionalidade e da residência permanente às suas famílias estrangeiras.
O Centro de Estudos de Imigração (Center for Immigration Studies, CIS) estimou em 2012 que havia aproximadamente 40.000 nascimentos anuais de pais nos Estados Unidos como turistas de nascimento. O Centro também estimou em 2012 que o total de nascimentos para imigrantes temporários nos Estados Unidos (por exemplo, turistas, estudantes, trabalhadores convidados) podia chegar aos 200.000.
A prática do turismo de nascimento da Rússia para a Flórida para os chamados "Hotéis de Maternidade" nos anos de 2010 está documentado. Os pacotes de turismo de nascimento completos com hospedagem e assistência médica disponibilizados em língua russa começavam nos $20.000 e chegavam aos $84.700 para um apartamento na Trump Tower II de Miami, em regime de pensão completa com "banheira de azulejos dourados e Cadillac Escalade com motorista".
Uma outra opção popular para as mães da China continental darem à luz é Saipã, nas Ilhas Marianas do Norte, onde o custo é mais barato e a viagem não requer um visto dos EUA. Mais de 70% dos recém-nascidos em Saipã são filhos de turistas da República Popular da China (RPC) que aproveitam as regras para visitas sem visto de 45 dias vigentes para o território da Comunidade das Ilhas Marianas do Norte para garantir que os seus filhos possam ter nacionalidade estadunidense. Em 2012, havia 282 destes nascimentos. Devido ao crescimento desta prática, pelo menos uma companhia aérea de Hong Kong começou a solicitar às mulheres em que se observa que têm "um tamanho ou forma corporal parecido com o de uma mulher grávida" que se submetem a um teste de gravidez antes de poderem voar para Saipã.
A partir de 2015, Los Angeles passou a ser considerado um centro da indústria do turismo de maternidade, que serve principalmente as mulheres asiáticas da China e Taiwan; as autoridades da cidade fecharam 14 "hotéis de turismo de nascimento" em 2013. Para as autoridades, é difícil conseguir desmantelar esta indústria, pois não é ilegal para uma mulher grávida viajar para os EUA.
Em 3 de março de 2015, os agentes federais de Los Angeles conduziram uma série de buscas a três "empresas de turismo de nascimento multimilionárias" que produziram o "maior caso criminal federal de todos os tempos", segundo o periódico The Wall Street Journal.
Numerosas "empresas de turismo de nascimento" aconselham as mães grávidas a esconder as suas gestações dos funcionários e a cometerem fraudes nas declarações dos vistos, quando investigadas pelos agentes fronteiriços sobre o seu verdadeiro objetivo nos EUA. Uma vez que eles dão à luz, várias agências de "turismo de nascimento" ajudam as mães a fraudar os hospitais dos EUA, aproveitando os descontos reservados para as mães estadunidenses pobres. Algumas mães inclusive recusam-se a pagar a parcela de copagamento da conta dos cuidados médicos recebidos durante o internamento nos hospitais dos EUA.
Em 18 de outubro de 2014, o jornal estadunidense em língua mandarim (chinês) Daily World Journal relatou que, durante várias semanas, as autoridades de imigração no Aeroporto Internacional de Los Angeles (LAX) estavam a questionar de perto as mulheres chinesas grávidas que chegavam da China e, em muitos casos, negando-lhes a entrada nos Estados Unidos e repatriando-as em apenas 12 horas, geralmente no mesmo avião em que haviam voado para os Estados Unidos. Em março de 2015, os agentes federais levaram a cabo buscas a um conjunto de organizações de turismo de nascimento em larga escala, que traziam milhares de mulheres da China continental que pretendiam conseguir para os seus filhos a nacionalidade estadunidense. Representantes do Congresso, como Phil Gingrey, que tentaram acabar com o turismo de nascimento, afirmaram que estas pessoas estão a "jogar com o sistema". Em agosto de 2015, a questão foi discutida entre os candidatos presidenciais dos EUA, nomeadamente, Donald Trump e Jeb Bush.
Em janeiro de 2019, as investigações da Força de Imigração e Vigilância Aduaneira dos Estados Unidos (United States Immigration and Customs Enforcement, ICE) levaram à detenção de três operadores do sul da Califórnia que se dedicavam a "negócios de turismo de nascimento multimilionários", servindo principalmente os cidadãos chineses.
A partir de 24 de janeiro de 2020, foi adotada uma nova política que torna mais difícil às mulheres estrangeiras grávidas chegarem aos EUA para dar à luz em solo dos EUA com o objetivo de garantirem que os seus filhos se tornem cidadãos dos EUA.

##### Taxação mundial dos cidadãos dos EUA e residentes permanentes

Sistemas de taxação dos rendimentos pessoais:
Sem imposto sobre o rendimentos de pessoas
Territorial
Residencial
Baseado na nacionalidade

Os Estados Unidos e a Eritreia são atualmente os únicos dois países do mundo a tributar os seus cidadãos em todo o mundo, mesmo que nunca tenham morado no país e que sejam filhos de cidadãos que vivem no exterior.
Uma pessoa nascida nos EUA está, enquanto cidadão, sujeita automaticamente à tributação dos EUA. Isto ocorre, mesmo que ambos os pais não sejam cidadãos estadunidenses, que os seus filhos tenham várias nacionalidades e que a família deixe os EUA logo após o nascimento da criança e nunca mais retorne. As crianças nascidas de cidadãos dos EUA que moram no estrangeiro também estão automaticamente sujeitas à tributação dos EUA, mesmo que nunca entrem nos EUA.
Os residentes permanentes dos EUA também estão sujeitos à tributação mundial. A tributação mundial é frequentemente referida como uma das principais razões para os cidadãos dos EUA ou os residentes permanentes renunciarem ao seu estatuto (status) de nacionalidade ou de residência.

###### Taxa pela renúncia à nacionalidade dos EUA
Em 2015, a Taxa de Renúncia à Nacionalidade dos EUA foi aumentada em 422%. Ela passou de $450 para $2.350 e é a maior taxa pela renúncia a uma nacionalidade em todo o mundo.

#### Canadá
A lei de nacionalidade do Canadá, desde 1947, regra geral, concede a nacionalidade canadiana (canadense) a qualquer pessoa nascida no Canadá, independentemente do estatuto (status) de nacionalidade ou de imigração dos pais. A única exceção é para as crianças nascidas no Canadá que são filhas de representantes de governos estrangeiros ou organizações internacionais. O governo canadiano (canadense) tem vindo a cogitar a possibilidade de limitar a nacionalidade por jus soli, e desde 2012 tem vindo a debater a questão, mas ainda não alterou esta parte da lei canadiana (canadense).
Alguns pais chineses expectantes e que já tiveram dois filhos, viajam propositadamente para o Canadá para dar à luz com o objetivo de contornar a política dos dois filhos da China, adquirindo adicionalmente a nacionalidade canadiana (canadense) para a criança e requerendo um passaporte antes de retornar à China.
Uma certidão de nascimento do Quebec possibilita que um aluno matriculado naquela província pague as aulas da universidade pela taxa mais baixa da província; em média, isto correspondeu a $3760/ano em 2013.

#### México
Os mexicanos que são cidadãos originários são indivíduos que nasceram no território mexicano, independentemente do seu estatuto (status) de nacionalidade ou de imigração dos pais no México. Os indivíduos nascidos em navios mercantes ou de armada mexicanos ou em aeronaves registadas no México, independentemente da nacionalidade dos pais, também são considerados cidadãos mexicanos. Apenas os mexicanos naturalizados podem perder a sua nacionalidade mexicana.

#### Turismo de nascimento (e de aborto e de cuidados de saúde) entre os Estados Unidos, o Canadá e o México
Na região de fronteira entre o Canadá e os Estados Unidos, o caminho para um hospital no país vizinho por vezes é mais curto do que para um hospital no país do próprio paciente. Portanto, as mulheres canadianas (canadenses) por vezes dão à luz os seus filhos em hospitais dos EUA e as mulheres dos EUA em hospitais canadianos (canadenses). Estas crianças (por vezes chamadas de "bebés (bebês) fronteiriços") são geralmente cidadãos duplos tanto do país dos seus pais quanto do país de nascimento.
O Canadá entrou no campo do turismo dos cuidados de saúde. Em comparação com os custos de saúde dos EUA, os pacientes estadunidenses em turismo médico podem economizar entre 30% e 60% nos custos de saúde no Canadá.
As mulheres mexicanas por vezes envolvem-se no turismo de nascimento com os Estados Unidos ou com o Canadá para dar aos seus filhos a nacionalidade dos EUA ou do Canadá.
Embora existam alguns obstáculos não legais, o Canadá é um dos poucos países sem restrições legais ao aborto. Os regulamentos e a acessibilidade variam entre as províncias.
Nos Estados Unidos, os diferentes estados têm leis de aborto diferentes, de modo que as mulheres em estados com leis restritivas por vezes envolvem-se no turismo de aborto, seja com outros estados dos EUA com leis mais liberais ou para o Canadá.

### América do Sul
A maioria dos países da América do Sul concede a nacionalidade incondicional simplesmente por nascer no país (jus soli) e permite a dupla nacionalidade, porém as suas restritivas leis do aborto tornam-nos destinos muito arriscados para o turismo de nascimento em caso de complicações durante a gravidez. No Brasil, o aborto é crime, com penas previstas de 1 a 3 anos de detenção para a gestante, e de 1 a 4 anos de reclusão para o médico ou qualquer outra pessoa que realize noutra pessoa o procedimento de retirada do feto, e apenas é concedida uma escusa absolutória em três casos limitados: (1) para salvar a vida da mulher; (2) quando a gestação é resultante de um estupro (violação); ou (3) se o feto for anencefálico. No Chile, o aborto esteve proibido totalmente, mesmo que a vida da mulher grávida estivesse em perigo até 2017. A lei atual permite o aborto no Chile apenas se a vida da mãe estiver em perigo, se o feto for inviável e em casos de estupro (violação).
Alguns países não permitem que os seus cidadãos renunciem à sua nacionalidade ou apenas o permitem no caso de que a nacionalidade tenha sido adquirida por filhos de pais estrangeiros. Na Argentina, Brasil, Equador, Peru e Uruguai, a votação é obrigatória para os cidadãos nacionais. Na Bolívia, Brasil, Chile, Colômbia, Cuba, Guatemala, Paraguai e Venezuela, a conscrição através do serviço militar é obrigatória, pese embora em alguns destes países menos de 20% do grupo etário seja obrigado a alistar-se.

#### Argentina
Qualquer pessoa nascida em território argentino adquire a nacionalidade argentina ao nascer, exceto os filhos de pessoas ao serviço de um governo estrangeiro (por exemplo, diplomatas estrangeiros). Isto também pode ser aplicado às pessoas nascidas nas Ilhas Malvinas (ou Ilhas Falkland), um território disputado entre a Argentina e o Reino Unido. Os cidadãos argentinos não podem renunciar à sua nacionalidade argentina.

#### Brasil

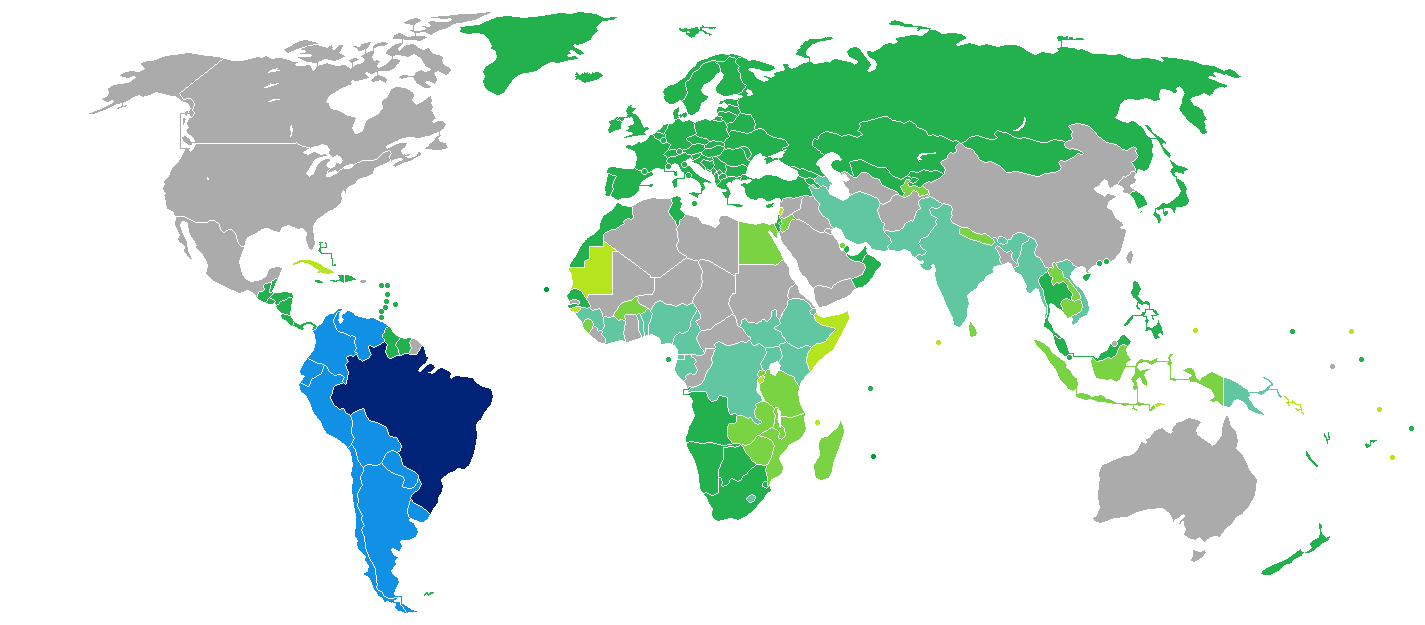
Requisitos de visto para cidadãos brasileiros
Brasil
Liberdade de circulação (para viajar não é necessário o passaporte, apenas a Carteira de Identidade Nacional)
Isento de visto
Visto emitido na chegada
eVisa
Visto disponível na chegada ou em linha (online)
Visto necessário

Uma pessoa nascida no Brasil adquire a nacionalidade brasileira ao nascer, independentemente da nacionalidade dos seus pais. Por isso, no Brasil vigora a concessão de nacionalidade incondicional pelo jus soli. É comum dizer-se que um cidadão brasileiro não pode renunciar à sua nacionalidade brasileira, mas na realidade é possível renunciar mediante um requerimento entregue num Consulado brasileiro caso já tenha adquirido outra nacionalidade voluntariamente, por exemplo, como ocorreu no caso de Ana Cristina Valle, ex-mulher do político Jair Bolsonaro que renunciou à nacionalidade brasileira quando adquiriu a nacionalidade norueguesa. Os cidadãos estrangeiros que sejam pais de um filho brasileiro, podem requerer a residência permanente no Brasil com base na nacionalidade do filho através de reagrupamento familiar.
Um exemplo da prática do "turismo de nascimento" (ou "turismo de maternidade" ou "turismo de parto") no Brasil ocorreu depois do início da Guerra Russo-Ucraniana quando várias mulheres russas grávidas viajaram para o Brasil com o objetivo de dar a nacionalidade brasileira aos seus filhos, para depois através de reagrupamento familiar conseguirem obter o passaporte brasileiro, o que lhes garante o livre acesso a países terceiros isentos de visto, como os estados-membros do Espaço Schengen, além de obterem o direito de residência permanente no Brasil para poderem desfrutar do bem-estar social no próprio país.

#### Chile
A partir de 2019, para que uma criança nascida no Chile adquira a nacionalidade chilena ao nascer, é necessário que a mãe estrangeira ou o pai estrangeiro resida legalmente no Chile, antes da data do nascimento. Além disso, as crianças nascidas filhas de pessoas ao serviço de um governo estrangeiro (como diplomatas estrangeiros) não são cidadãs chilenas.

#### Paraguai
Qualquer pessoa nascida em território paraguaio adquire a nacionalidade paraguaia ao nascer. A única exceção aplica-se aos filhos de pessoas ao serviço de um governo estrangeiro (como diplomatas estrangeiros).

### Ásia

#### Hong Kong
Como território não soberano, Hong Kong não tem a sua própria nacionalidade; O estatuto (status) semelhante à nacionalidade em Hong Kong é o direito de morada (right of abode), também conhecido como residência permanente. Os residentes permanentes de Hong Kong, independentemente da nacionalidade, recebem todos os direitos normalmente associados à nacionalidade, com poucas exceções, como o direito a um passaporte da Região Administrativa Especial de Hong Kong (RAEHG) e a elegibilidade de serem eleitos como o Chefe do Executivo (Chief Executive), que só estão disponíveis para os cidadãos chineses com direito de morada (right of abode) em Hong Kong.
De acordo com a Lei Básica de Hong Kong, os cidadãos chineses nascidos em Hong Kong têm o direito de morada (right of abode) no território. O diretor de imigração do processo judicial de 2001 v. Chong Fung Yuen afirmou que este direito se estende aos filhos de pais da China continental que não são residentes em Hong Kong. Como resultado, houve um afluxo de mães do continente dando à luz em Hong Kong para obter o direito de morada (right of abode) para a sua criança. Em 2009, 36% dos bebés (bebês) nascidos em Hong Kong nasceram de pais originários da China continental. Isto resultou numa reação de preocupação em alguns círculos em Hong Kong com o aumento da pressão potencial sobre o sistema de bem-estar social do território. As tentativas de restringir os benefícios a tais nascimentos foram rejeitadas pelos tribunais do território. Uma parte da população de Hong Kong reagiu negativamente ao fenómeno, o que exacerbou as tensões sociais e culturais entre Hong Kong e a China continental. A situação chegou a um ponto de ebulição no início de 2012, com os habitantes de Hong Kong a irem para a rua protestarem contra o influxo do turismo de nascimento da China continental.

## No passado (prática interrompida por mudanças nas leis)

### Malta
Malta mudou o princípio da nacionalidade para jus sanguinis a 1 de agosto de 1989, através de uma medida que também relaxou as restrições contra a nacionalidade múltipla.

### Índia
Devido aos impactos negativos da superpopulação, a Índia aboliu o jus soli a 3 de dezembro de 2004. Isto ocorreu em resposta ao receio da imigração em massa do Bangladesh, que poderia agravar os efeitos da superpopulação. O jus soli já vinha progressivamente a ser abandonado na Índia desde 1987.
A Índia possibilita um estatuto designado "Nacionalidade Indiana de Além-Mar, NIA" ("Overseas Citizenship of India, OCI") para pessoas de origem indiana e seus cônjuges que residam no estrangeiro, mas rejeita qualquer estatuto oficial de dupla nacionalidade.

### Irlanda
A lei de nacionalidade irlandesa concedeu a nacionalidade por jus soli a qualquer pessoa nascida em qualquer lugar da ilha da Irlanda (incluindo a Irlanda do Norte, que faz parte do Reino Unido) até ao momento em que a 27.ª Emenda foi aprovada através de um referendo em 2004. A emenda foi precedida na comunicação social por vários relatos de mulheres grávidas em idade avançada candidatas a asilo político as quais, esperavam que, mesmo que a sua candidatura a asilo fosse rejeitada, seriam autorizadas a permanecer no país caso o seu novo bebé (bebê) fosse cidadão irlandês. A nacionalidade irlandesa por jus soli também tem servido para facilitar a imigração no estrangeiro: o caso Chen v. Home Secretary envolveu uma mulher chinesa que vivia temporariamente no Reino Unido e que viajou para Belfast para dar à luz, com o objetivo de utilizar a nacionalidade irlandesa (e, portanto, da União Europeia) da sua filha para obter o direito permanente de residir no Reino Unido como pai ou mãe de um cidadão da UE dependente. Até 2004, a Irlanda foi o último país europeu a conceder nacionalidade incondicional por jus soli.
A Irlanda mantém a nacionalidade por jus soli para as pessoas nascidas em qualquer lugar da ilha da Irlanda com pelo menos um dos pais numa das seguintes situações: (i) seja cidadão irlandês; (ii) seja cidadão britânico; (iii) tenha-lhe sido concedido o direito de viver permanentemente na Irlanda ou na Irlanda do Norte (por exemplo, cidadãos da UE); ou (iv) residiu legalmente na Irlanda ou na Irlanda do Norte por pelo menos 3 dos 4 anos anteriores ao nascimento da criança (o tempo passado como candidato a asilo não conta). É expectável que a ilha da Irlanda se venha a tornar um atraente destino de turismo de nascimento pós-Brexit para os britânicos da Inglaterra, País de Gales e Escócia, uma vez que a criança tem direito à nacionalidade irlandesa e, portanto, à nacionalidade da UE.

### República Dominicana
O Tribunal Constitucional da República Dominicana reafirmou no TC 168-13 que as crianças nascidas na república de indivíduos que estejam "em trânsito" estão excluídas da nacionalidade dominicana de acordo com a Constituição da República Dominicana. A cláusula “em trânsito” inclui todas as pessoas fisicamente residentes no país sem documentação legal, ou com documentação vencida. O TC 168-13 também determinou que no registo (registro) civil fossem limpas as anormalidades registadas desde 1929, quando a cláusula "em trânsito" foi introduzida pela primeira vez na Constituição. O Governo dominicano não a considera uma decisão retroativa, mas apenas uma reafirmação de uma cláusula que sempre esteve presente em todas as revisões da Constituição dominicana desde 1929.

## Incentivado por paísesjus soli(no passado)
No passado, alguns países (países da América do Sul e Central e o Canadá) anunciaram a sua política de concessão de nacionalidade incondicional simplesmente por nascer no país (jus soli) para se tornarem mais atrativos para os potenciais imigrantes.

## Turismo de nascimento e de gravidez para países que não sãojus soli

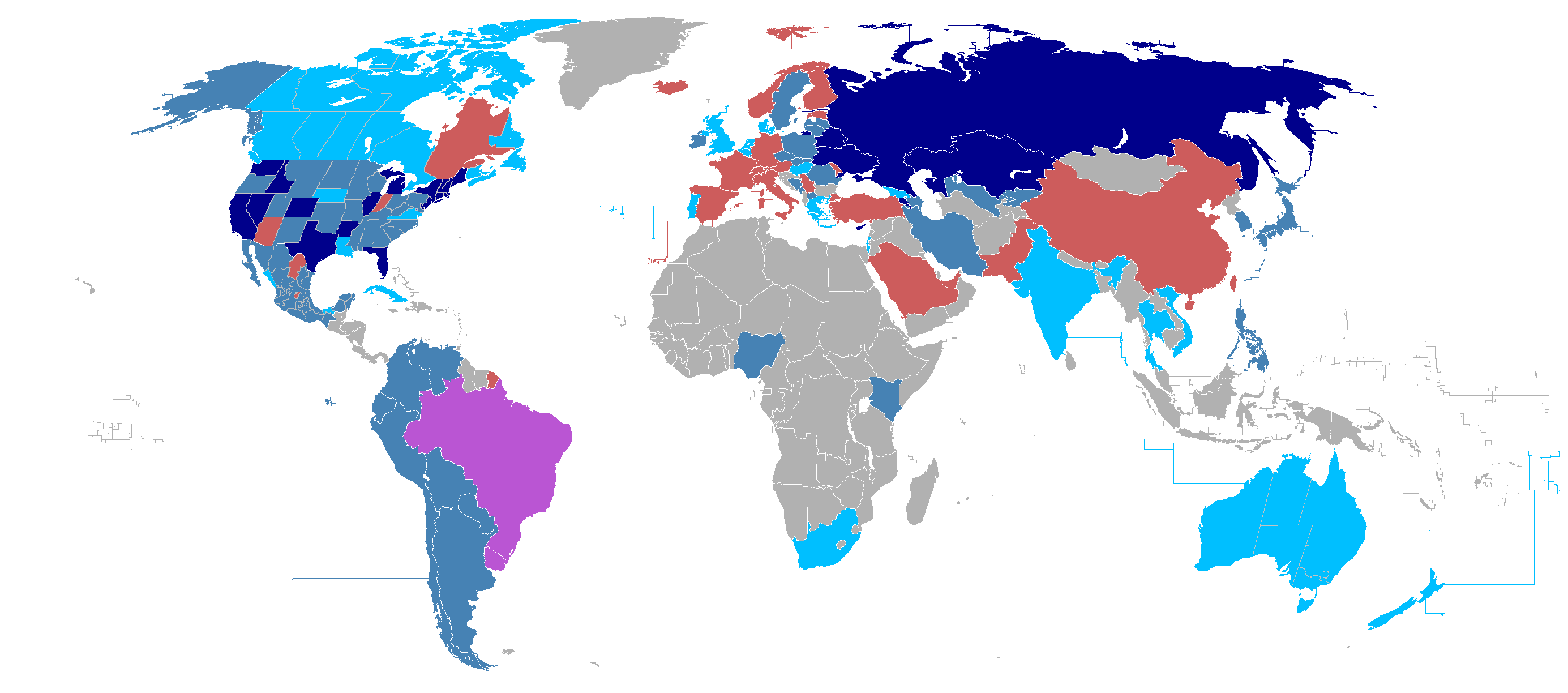
Regulação legal da Gestação Subrogada no mundo (também conhecida como barriga de aluguer ou aluguel):
As formas lucrativas e altruístas são legais
Sem regulamentação legal
Legal apenas altruisticamente
Permitida entre parentes até o segundo grau de consanguinidade
Banida
Situação não regulamentada ou incerta

Algumas mulheres envolvem-se no turismo de nascimento não para dar aos seus filhos uma nacionalidade estrangeira, mas porque o outro país tem um sistema de saúde e cuidados médicos melhores ou mais baratos ou permite procedimentos que são proibidos nos países da origem feminina, nomeadamente, a fertilização in vitro, os testes especiais em fetos e embriões, e a gestação subrogada (também conhecida barriga de aluguer [aluguel] ou gestação de substituição).
Mas isto pode levar a problemas legais para os bebés (bebês) no país de origem dos seus futuros pais. Por exemplo, a Alemanha, tal como outros 14 países da UE, proíbe a gestação subrogada (barriga de aluguer [aluguel] ou gestação de substituição) e um bebé (bebê) nascido no estrangeiro filho de uma mãe substituta estrangeira não tem direito à nacionalidade alemã. De acordo com a lei alemã, a mulher que dá à luz um bebé (bebê) é a sua mãe legal, mesmo que não esteja geneticamente relacionada com ela, e se a mãe substituta estrangeira for casada, o seu marido é considerado o pai legal.
Muitas mulheres viajam para o exterior apenas por alguns procedimentos proibidos nos seus países de origem, mas depois retornam aos países de origem para dar à luz os seus filhos ("turismo de gravidez").